# La Asunción de la Virgen (Annibale Carracci)
La Asunción de la Virgen es un cuadro del pintor italiano Annibale Carracci conservado en el Museo del Prado de Madrid (España). Es una de las obras que el pintor dedica al tema.

## Historia
La primera mención a la obra se produce en la descripción del Real Monasterio de San Lorenzo de El Escorial realizada por el padre Francisco de los Santos, que la define como una "pintura de gran nombre". El cuadro llegó allí en 1656 ya que fue donado (junto con otras cuarenta obras) a ese lugar de culto, símbolo de la monarquía española, por el rey Felipe IV de España. Digno de mención es que para encargarse de la colocación de los cuadros en cuestión (incluida La Asunción de la Virgen de Carracci) estuvo personalmente Diego Velázquez, pintor de la corte del rey.
Se supone que la obra llegó a España como regalo al soberano enviado por el diplomático español Manuel de Acevedo y Zúñiga, Conde de Monterrey, que había vivido durante mucho tiempo en Italia, primero como embajador de la corona española ante el Papa y luego como virrey en Nápoles.
La pintura sale de Italia ya en el siglo XVII y su probable ubicación privada inicial, deducible del pequeño formato que sugiere un destino dirigido al culto personal, explicaría el silencio sobre esta obra durante ese siglo. De hecho, no se menciona la pequeña Asunción de Madrid ni en Felsina Pittrice (1678) del historiador de arte Carlo Cesare Malvasia ni en las Vidas (1672) de Giovanni Pietro Bellori, que se consideran las fuentes más detalladas sobre la obra del artista boloñés.
En 1839, La Asunción de la Virgen de Carracci fue trasladada al Museo del Prado donde se encuentra actualmente. 

## Descripción y estilo

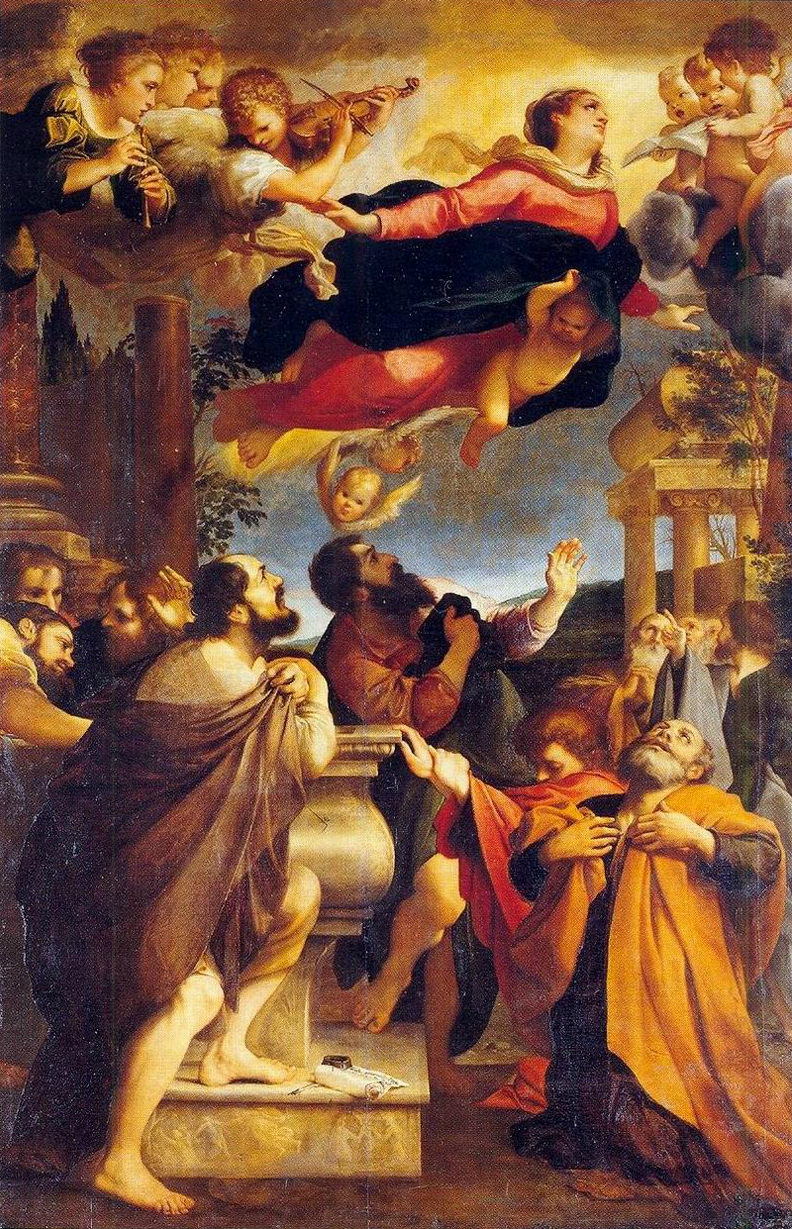
Annibale Carracci, La Asunción de la Virgen, c. 1587, Dresde, Galería de Pinturas de los Maestros Antiguos

Como ya apuntaba Francisco de los Santos en 1657, el lienzo de Carracci muestra una fuerte influencia de la pintura veneciana (en particular con la de Tintoretto). La crítica moderna ha confirmado esta influencia, relacionando el pequeño lienzo madrileño con un gran retablo realizado por Carracci para la Cofradía de San Rocco en Reggio Emilia, que representa el mismo tema y se conserva en Dresde.
En la versión madrileña veríamos una reelaboración de este lienzo realizado a la luz de la pittura lagunare, entonces asimilada por Carracci, como se ve tanto en el acentuado dinamismo de la acción como en los colores vivos de la pieza del Museo del Prado. Otro elemento que revela la matriz veneciana de la obra es la columnata corintia de derivación palladiana y de la que se encuentran muchos ejemplos similares en Paolo Veronese, un pintor hacia el que Carracci manifestó gran admiración.
El movimiento ascendente de la Virgen, los gestos dinámicos de los apóstoles, que transmiten la intensa carga emocional del acontecimiento, y la fusión de lo paisajísitico y lo arquitectónico, convierten a la pequeña Asunción de Madrid un lienzo ejemplar de las instancias protobarrocas que, a finales del siglo XVI, emergen cada vez más en la pintura de Carracci. No es casualidad que la paleta sea cercana a los frescos del Palacio Magnani de Bolonia (Storie della fondazione de Roma) considerados el Adán y Eva de la pintura barroca.
A falta de cualquier otra información sobre las circunstancias de la realización del cuadro, la vinculación con la pintura veneciana ha llevado a la crítica a datarlo entre 1587 y 1590, el período de mayor interés del maestro boloñés por esa tradición artística.